# Елкгарт (Іллінойс)
Елкгарт (англ. Elkhart) — селище (англ. village) в США, в окрузі Лоґан штату Іллінойс. Населення — 450 осіб (2020).

## Географія
Елкгарт розташований за координатами 40°0′50″ пн. ш. 89°28′31″ зх. д. / 40.01389° пн. ш. 89.47528° зх. д. (40.013855, -89.475183).  За даними Бюро перепису населення США в 2010 році селище мало площу 3,79 км², з яких 3,76 км² — суходіл та 0,02 км² — водойми.

## Демографія
Згідно з переписом 2010 року, у селищі мешкало 405 осіб у 176 домогосподарствах у складі 108 родин. Густота населення становила 107 осіб/км².  Було 198 помешкань (52/км²).
Расовий склад населення:
| - 98,0 % — білих - 0,5 % — вихідців з тихоокеанських островів - 0,5 % — азіатів |

До двох чи більше рас належало 0,7 %. Частка іспаномовних становила 3,2 % від усіх жителів.
За віковим діапазоном населення розподілялося таким чином: 20,0 % — особи молодші 18 років, 62,0 % — особи у віці 18—64 років, 18,0 % — особи у віці 65 років та старші. Медіана віку мешканця становила 43,5 року. На 100 осіб жіночої статі у селищі припадало 85,8 чоловіків;  на 100 жінок у віці від 18 років та старших — 87,3 чоловіків також старших 18 років.
Середній дохід на одне домашнє господарство  становив 62 751 долар США (медіана — 57 813), а середній дохід на одну сім'ю — 77 767 доларів (медіана — 74 688). За межею бідності перебувало 3,8 % осіб, у тому числі 1,1 % дітей у віці до 18 років та 9,9 % осіб у віці 65 років та старших.
Цивільне працевлаштоване населення становило 151 осіб. Основні галузі зайнятості: освіта, охорона здоров'я та соціальна допомога — 28,5 %, публічна адміністрація — 11,3 %, транспорт — 8,6 %, виробництво — 8,6 %.